# Liste der Baudenkmale in Wedendorfersee
In der Liste der Baudenkmale in Wedendorfersee sind alle denkmalgeschützten Bauten der Gemeinde Wedendorfersee (Landkreis Nordwestmecklenburg) und ihrer Ortsteile aufgelistet. Grundlage ist die Veröffentlichung der Denkmalliste des Kreises Nordwestmecklenburg mit dem Stand vom 16. September 2020. 

## Baudenkmale nach Ortsteilen

### Groß Hundorf
| ID  | Lage                            | Bezeichnung                                                            | Beschreibung | Bild |
| --- | ------------------------------- | ---------------------------------------------------------------------- | ------------ | ---- |
| 638 | Waldplatz 2, 3, 5, 7, 8 (Karte) | Gutsanlage mit Gutshaus, Scheune, Speicher m. Göpel und ehem. Kuhstall |              |      |
| 641 | Dorfstraße 6, 7, 8, 9 (Karte)   | vier Tagelöhnerkaten am Weg zum Gutshaus                               |              |      |
| 642 | Wiesenweg 4, 5 (Karte)          | Bauernhaus                                                             |              |      |
| 643 | Wiesenweg 6 (Karte)             | Büdnerei mit Nebengebäuden                                             |              |      |

### Kasendorf
| ID  | Lage                 | Bezeichnung                                          | Beschreibung | Bild |
| --- | -------------------- | ---------------------------------------------------- | ------------ | ---- |
| 740 | Bergstraße 3 (Karte) | Gutshaus mit Nebengebäuden (Scheune und zwei Ställe) |              |      |
| 741 | Lindenweg 4 (Karte)  | ehem. Tagelöhnerkate                                 |              |      |
| 742 | Lindenweg 5a, 6      | Kate (jetzt Doppelhaus)                              |              |      |

### Kirch Grambow
| ID  | Lage                    | Bezeichnung                         | Beschreibung | Bild                              |
| --- | ----------------------- | ----------------------------------- | --- | --------------------------------- |
|     | Am Friedhof (Karte)     | Kriegerdenkmal 1914/1918            | |                                   |
| 744 | (Karte)                 | Kirche                              | Bauwerk der Backsteingotik mit eingezogenem Chor und wuchtigem Westturm mit zierlichen achtseitigen Aufsatz mit Glockenhaube, 1267 erstmals erwähnt. | Kirche                            |
| 745 | Seestraße 20 (Karte)    | Altenwohnhaus                       | |                                   |
| 746 | Seestraße 22/23 (Karte) | ehem. Tagelöhnerkate                | |                                   |
| 747 | Seestraße 24 (Karte)    | Bauernhaus                          | |                                   |
| 744 | Seestraße 25 (Karte)    | Predigerwitwenhaus                  | Pfarrwitwenhaus, Fachwerkbau als Hallenhaustyp mit Diele und Satteldach von 1669.                                                                    | Predigerwitwenhaus                |
| 748 | Seestraße 25            | Predigerwitwenhaus und Stallgebäude | |                                   |
| 749 | Seestraße 26 (Karte)    | Pfarrhof mit Wohnhaus und Scheune   | Pfarrhaus, Fachwerkbau von 1794 mit Krüppelwalm. Scheune als Fachwerkbau mit Strohdach, erwähnt 1699, Sanierung von 1964.                            | Pfarrhof mit Wohnhaus und Scheune |

### Köchelstorf
| ID   | Lage                     | Bezeichnung                                            | Beschreibung | Bild |
| ---- | ------------------------ | ------------------------------------------------------ | ------------ | ---- |
| 845  | Rehnaer Straße 4 (Karte) | Bauernhaus mit Nebengebäuden (Backhaus, Schweinestall) |              |      |
| 846  | Rehnaer Straße 7         | Bauernhaus                                             |              |      |
| 1668 | Dorfstraße               | Kriegerdenkmal 1914/1918                               |              |      |

### Wedendorf
| ID   | Lage    | Bezeichnung      | Beschreibung | Bild             |
| ---- | ------- | ---------------- | --- | ---------------- |
| 1482 | (Karte) | Schloss mit Park | 1697 Umbau der alten Burg zum barocken Schloss; Umgestaltung zum dreigeschossigen, klassizistischen Bau von 1805 nach Plänen von Martin Friedrich Rabe für Familie von Bernstorff; heute Hotel | Schloss mit Park |

## Ehemalige Denkmale

### Groß Hundorf
| ID  | Lage                      | Bezeichnung     | Beschreibung | Bild |
| --- | ------------------------- | --------------- | ------------ | ---- |
| 639 | Straße nach Kirch Grambow | Tagelöhnerkaten |              |      |
| 640 | Groß Hundorfer Weg 2, 3   | Tagelöhnerkaten |              |      |

### Köchelstorf
| ID  | Lage | Bezeichnung | Beschreibung | Bild |
| --- | ---- | ----------- | ------------ | ---- |
| 844 |      | Mühle       |              |      |

## Quelle
- Denkmalliste des Landkreises Nordwestmecklenburg (Stand: 9. November 2023; PDF, 1,2 MByte)